# Chevannes-Changy
Chevannes-Changy település Franciaországban, Nièvre megyében. Lakosainak száma 136 fő (2022. január 1.). Chevannes-Changy Parigny-la-Rose, Authiou, Brinon-sur-Beuvron, Bussy-la-Pesle, Champlin, Chazeuil, Corvol-d’Embernard, Marcy és Taconnay községekkel határos.

## Népesség
A település népességének változása:
| Lakosok száma | 136  | 130  | 134  | 132  | 135  | 138  | 137  | 137  | 136  |
|               | 2013 | 2015 | 2016 | 2017 | 2018 | 2019 | 2020 | 2021 | 2022 |